# كوكب أميركا
كوكب أميركا هي صحيفة أمريكية باللغة العربية نُشرت في نيويورك في الولايات المتحدة في 1892 من قبل نجيب عربيلي وأخوه إبراهيم وتوقفت عن الصدور في 1908 وهي أول صحيفة عربية نشرت في الولايات المتحدة. قام الصحفي نجيب دياب بالتحرير فيها لغاية 1899.